# Milan Buben
Milan Buben (* 25. Mai 1946 in Prag) ist ein tschechischer Historiker und Heraldiker.

## Leben
Nach dem Abitur begann Buben 1965 an der Karls-Universität das Studium der englischen und der tschechischen Sprache und später der allgemeinen Geschichte.
In der Zeit von 1984 bis 1994 war er Präsident der Heraldischen Gesellschaft in Prag. In den Jahren 1973 bis 1980 war er Gymnasiallehrer, seit 1990 Fachassistent im Sprachzentrum an der Philosophischen Fakultät der Karls-Universität. 1984 bis 1994 war er Vorsitzender des Heraldischen Vereins in Prag. Auch politisch betätigte sich Buben: Von 1994 bis 1998 war er im Stadtrat  von Prag tätig.
Buben ist Doktor der Philosophie. Er ist Dozent an der Katholisch-Theologischen Fakultät der Karls-Universität in den Fächern Heraldik und Englisch (zum Teil mit einer speziellen historischen Fachausrichtung).

## Werke (Auswahl)
- Heraldik. Bearbeitete Ausgabe, mit zahlreichen Illustrationen, illustriert von Julie Bubnova (Deutsche Nationalbibliothek). Albatros, Prag 1987.
- Suverénní řád Maltézských rytířů v historii a současnosti. („Souveräne Ritter von Malta in der Geschichte und Gegenwart.“) Prag 1993
- Encyklopedie heraldiky – světská a církevní titulatura a reálie. („Lexikon der Heraldik: weltliche und geistliche Titel und Institutionen“) Libri, Prag 1994, 1997, 1999, 2003
- Encyklopedie řádů, kongregací a řeholních společností katolické církve v českých zemích. („Enzyklopädie der Orden, Kongregationen und Ordensgesellschaften der katholischen Kirche in den tschechischen Ländern“) Teil I bis III. Libri, Prag 2002, 2003, 2004, 2006, 2007, 2008

| Personendaten    | Personendaten                           |
| ---------------- | --------------------------------------- |
| NAME             | Buben, Milan                            |
| KURZBESCHREIBUNG | tschechischer Heraldiker und Historiker |
| GEBURTSDATUM     | 25. Mai 1946                            |
| GEBURTSORT       | Prag                                    |